# New Firm
La rivalité entre le Brøndby IF et le FC Copenhague se réfère à l'antagonisme entre deux clubs multiples vainqueurs du championnat du Danemark. Cette rivalité est connue sous le nom de New Firm, en comparaison du Old Firm qui oppose le Celtic FC et le Rangers FC de Glasgow.
Symboliquement, cette rencontre est l'opposition entre le Brøndby, qui dominait le championnat danois depuis des décennies, et le FC Copenhague, club issu de la fusion en 1992 de deux anciens vainqueurs de ce championnat et qui domine désormais la Superliga.
Sur le plan européen, Brøndby a atteint les demi-finales de la Coupe UEFA en 1991 tandis que le FCK a été le premier club danois à se qualifier pour les huitièmes de finale de la Ligue des champions.

## Navigation